# Antoine de Beauvollier
Antoine de Beauvollier (en chinois romanisé Po Hien Chi ou Bo Xianshi) né le 2 ou 3 juin 1657 à Blaye en France et mort le 20 janvier 1708 en mer (au large du Portugal), est un prêtre jésuite français missionnaire en Chine.

## Biographie

### Jeunesse et formation
Antoine de Beauvollier naît le 2 ou 3 juin à Blaye en Gironde. Son père est René de Beauvollier, écuyer, sieur de Courchamps et lieutenant commissaire ordinaire d'artillerie dans la garnison de Blaye. Sa mère est Catherine Besse. Il est baptisé le 3 juin en la chapelle de Saint-Martin. Il entre le 7 septembre 1672 à l'âge de 15 ans en noviciat jésuite de Bordeaux dans la province d'Aquitaine où il est ordonné prêtre avant 1685.

### Mission
En 1687, Antoine de Beauvollier et François Nivard sont choisis pour accompagner le Père Louis Barnabé dans sa recherche d'une route de Paris vers la Chine par la voie terrestre. La route maritime étant longue et dangereuse. Cette initiative exploratrice est suggérée par Ferdinand Verbiest qui écrivit au Père Lachaise, confesseur du roi Louis XIV. Il lui explique l'intérêt des Chinois pour l'astronomie et les mathématiques et lui demande l'envoi de missionnaires doués dans ces branches. Il désire également mettre en place des centres missionnaires dans les villes de Samarcande et Boukhara.
Antoine de Beauvollier rate en novembre 1687 le bateau à Rouen dans lequel embarquent les Pères Nivard et Barnabé pour Dantzig. Tous les deux meurent dans le naufrage de celui-ci. De Beauvollier rejoint alors en Pologne le Père Philippe Avril par terre. Tous deux doivent rejoindre des prêtres Polonais en septembre 1688 aux frontières de la Lituanie. L'un d'entre eux est malade à Vilna. Avril et Beauvollier intéressés par son matériel et instruments mathématiques vont le chercher. À leur retour pour la Moscovie, ils sont bloqués à Cazin. Un envoyé du roi de Pologne leur permet d'entrer avec lui en les faisant passer comme chapelain. Ils repartent en Pologne quand celui-ci s'en va en février 1689.
Les prêtres restent à Léopol quelques semaines. grâce au grand Général de Pologne, ils ont la permission d'aller à Constantinople rejoindre le comte de Syri. En Moldavie, ils sont isolés et gardés pendant 5 semaines sur le Danube. Les pères parviennent à contacter l'abbé de Girardin qui est chargé des affaires françaises en Turquie. Il porte plainte au Grand Vizir. Celui-ci les fait délivrer et les amène à Constantinople en septembre 1689. Ils obtiennent de l'ambassadeur de France, Pierre-Antoine de Châteauneuf, les recommandations pour leur voyage en Perse. Le 23 octobre 1689, le P. Avril doit retourner en France car malade. Antoine de Beauvollier apprend également quelques mois plus tard que le comte de Syri a été assassiné au début de l'année 1690. C'est ainsi qu'il devient chef de l'expédition à 34 ans.
Le 8 décembre 1691, de Beauvollier part pour Trébizonde accompagné d'une dizaine de nouveaux prêtres envoyés de France. Il est présenté comme chef et Envoyé officiel de Louis XIV. Les missionnaires arrivent à Trébizonde le 25 décembre. Ils y restèrent jusqu'au 26 janvier 1692 car le P. de Beauvollier était tombé malade. Ils parviennent enfin à Erzurum le 6 février où ils rejoignent le Père Villotte. Le pacha d'Erzurum leur refuse le passage en Perse prétextant qu'ils soient des espions. Dans la ville, il y avait des troubles entre les catholiques minoritaires et les schismatiques accentués par le Pacha. Le 1er mai des lettres de l'ambassadeur français de Turquie et du Sultan ordonnent au Pacha de laisser libre passage aux prêtres. Ce jour-là, les Arméniens, sous les ordres de l'Evêque schismatique qui leur prêcha qu'il fallait détruire la religion des Francs, attaquèrent la maison des Jésuites. Les douze Jésuites furent donc obligés de partir le 2 mai pour Erevan où ils arrivèrent le 12 mai 1692. Ils furent très bien traités par le Khan. De Beauvollier se rendit ensuite à la capitale de la Perse, Julfa d'Ispahan. Il fut rejoint par un missionnaire de France, le Père Jean de Ressins. Il envoya certains prêtres qui l'accompagnaient pour l'Inde et ensuite la Tartarie où ils voulaient se rejoindre.
Fin 1693, de Beauvolier se met en route avec les Pères pour la Tartarie. En janvier 1694, il se trouve à la frontière perse à Kachan. Il va alors à Alep en juin 1694. C'est là qu'il obtient la conversion d'un jeune Arménien du nom de Mékhitar de Sébaste.
En septembre 1695, il repartit pour la Perse avec le Père Pierre Martin. Pour arriver en Chine, il décide de passer par l'Inde. Ils se font capturer sur le chemin par des Arabes qui les relâchent pensant qu'ils étaient de Constantinople. Ils arrivent enfin dans la ville de Surate où de Beauvollier est nommé supérieur de la maison Jésuite locale et peut ainsi unir la Mission de Perse et les Missions françaises des Indes et de la Chine. Il retrouve là-bas, le P. Philippe Avril.
Le 21 novembre 1699, il atteint la Chine avec trois autres missionnaires français. Il y parvient grâce à un navire anglais.

### Chine
Arrivé en Chine, il est envoyé à Fujian. En 1705, de Beauvollier est procureur de la mission française à Canton. L'empereur chinois Kangxi le désigna ainsi que le P. de Barros pour porter au Souverain pontife des lettres au sujet des soi-disant 'rites chinois'. Ils embarquent à Macao en 1708 pour le Brésil où ils arrivent sains et saufs. Ils se séparent et prennent différents bateaux. Ils moururent tous deux dans une tempête en face des côtes portugaises.

## Écrits
- Lettre de 1691; dans: Fleuriau, État présent de l'Arménie, Paris, 1694, p. 299-306.
- Lettre de 1698 ou 1699, MS.: à la bibliothèque de la rue des Postes. (Sommervogel, Biblioth., t. l, col. 1038)
- Éclaircissements sur les controverses de la Chine, MS. (Catalogue de Langlés, n° 4356)